# 엘즈워스 켈리

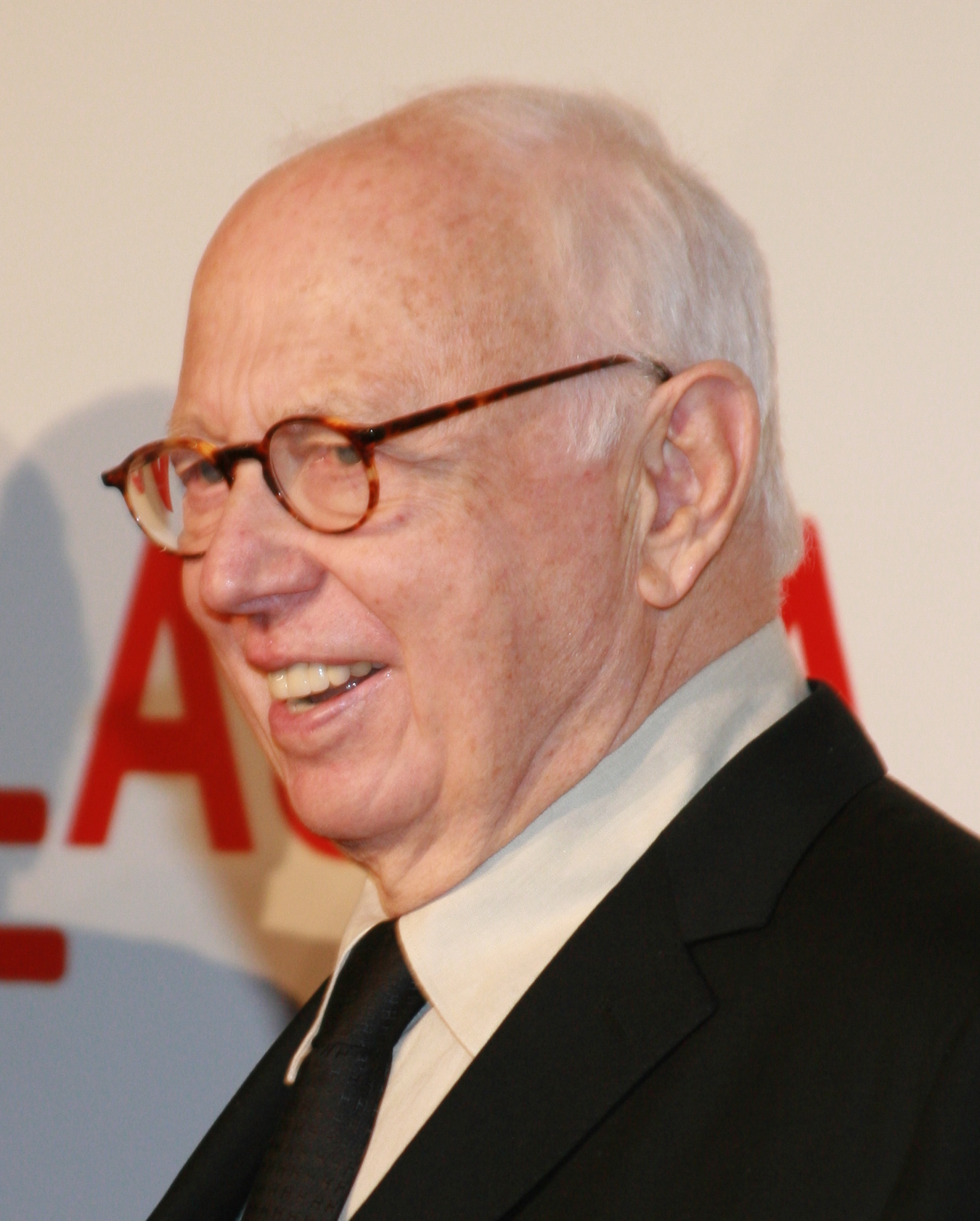

엘즈워스 켈리(Ellsworth Kelly, 1923년 5월 31일 ~ 2015년 12월 27일)는 하드 에지 페인팅(Hard-edge painting), 컬러 필드 회화, 미니멀리즘과 관련한 미국의 화가, 조각가, 판화 제작자이다. 그의 작품들은 존 맥러플린, 케네스 놀런드의 작품과 비슷하게 선과 색, 형태를 강조하는, 예측할 수 없는 기법들을 표현한다. 켈리는 밝은 색들을 이용하는 경우가 많다. 미국 뉴욕 스펜서타운에서 거주하며 작업에 임했다.

## 생애
켈리는 공립학교에 다녔고 그곳에서 미술 수업들은 자재를 강조하였으며 예술적 상상을 발전시키는 것을 추구하였다. 부모가 켈리의 미술 훈련을 지원하는 일에 탐탁치 않게 생각했으나 학교 선생이 그의 일을 계속 진행할 수 있도록 격려해 주었다. 그의 부모가 기술 훈련에 대해서만 돈을 지불했으며 켈리는 브루클린의 프래트 인스티튜트에서 공부하였고 1941년부터 1943년 1월 1일 군입대 전까지 학업에 임했다.
제2차 세계 대전 중 다른 미술가들, 디자이너들과 함께 고스트 아미라는 부대에서 근무하였다. 1943년부터 유럽 전쟁이 끝나는 시점까지 군복무를 했다.
전후에, 켈리는 G.I. 빌을 이용하여 1946~48년부터 School of the Museum of Fine Arts at Tufts에서 공부하였으며 그곳에서 박물관의 수집품들을 활용하였다. 이후 파리의 파리 에콜데보자르에서 공부한다. 보스턴에 거주하면서 보리스 미르스키 갤러리에서 자신의 첫 그룹 쇼에서 전시를 하였으며 록스버리의 노포크 하우스 센터(Norfolk House Center)에서 수업을 가르쳤다. 파리에 있는 동안 켈리는 그의 미학을 확립하였다.
1948년 폴 세잔의 막스 베크만의 수업을 청강였으며 그 해 파리로 이사했다. 그곳에서 미국인 동료 존 케이지와 머스 커닝햄을 만나 각각 음악과 춤을 실험하였다. 프랑스의 현실주의자 예술가 장 아르프와 추상조각가 콘스탄틴 브랑쿠시의 자연 형태의 단순화는 그에게 큰 영향을 주었다.
해외에 6년이 있은 이후 켈리의 프랑스어는 여전히 좋지 못했으며 오직 그림만을 판매하였다. 1953년 그의 스튜디오에서 퇴거당해 이듬해 미국으로 돌아왔다. 1956년 5월, 켈리는 베티 파슨스의 갤러리에서 자신의 첫 뉴욕시 전시회를 가졌다. 그의 미술은 당시 뉴욕에서 대중적이었던 것보다 더 유럽적이었던 것으로 간주되었다. 1957년 가을 그는 갤러리를 한 번 더 열었다. 그의 작품들 중 3개 Atlantic, Bar, 그리고 Painting in Three Panels가 휘트니 미술관의 영 아메리카(Young America) 1957 전시 대상으로 선정되었다.
2015년 12월 17일 뉴욕 스펜서타운에서 92세의 나이로 사망했다.

## 미술 작품 (선별)
- Red Yellow Blue White and Black,  1953, oil on canvas, Art Institute of Chicago, Chicago
- White Disk III,  1961, oil paint on wood, Art Institute of Chicago, Chicago
- Window, Museum of Modern Art, Paris, 1949, oil and wood on canvas, Private Collection
- Spectrum of Colors Arranged by Chance, 1951–53, oil on wood, San Francisco Museum of Modern Art
- Black Ripe, 1955, oil on canvas, Collection of Harry W. and Mary Margaret Anderson
- Sculpture for a Large Wall, 1956–57, anodized aluminum, Museum of Modern Art, New York
- Red Orange (Inca), 1959, oil on canvas, Wadsworth Atheneum, Hartford
- Red Blue Green, 1963, oil on canvas, Museum of Contemporary Art, San Diego
- Curve IX, 1974, polished aluminum, Private Collection
- Houston Triptych, 1986, bronze, Museum of Fine Arts, Houston
- Three Panels: Orange, Dark Gray, Green, 1986, oil on canvas, Museum of Modern Art, New York
- Red Curves, 1996, oil on canvas, Private Collection
- High Yellow, 1960, oil on canvas, Blanton Museum of Art in Austin, TX
- Nine Squares 1976–77, oil on canvas, Collection of Tate
- Austin, 2015, structure, Blanton Museum of Art in Austin, TX